# 9A52-4 Tornado
Le 9A52-4 Tornado (Торнадо en russe) est un lance-roquettes multiple pensé comme plus léger et adaptable que son prédécesseur, le BM-30 Smertch. Il a été dévoilé pour la première fois en 2007, et est actuellement utilisé uniquement par l'armée russe, même si des versions export devraient être proposées. Il apporte une plus grande mobilité tactique et stratégique, avec cependant une légère perte de puissance de feu.

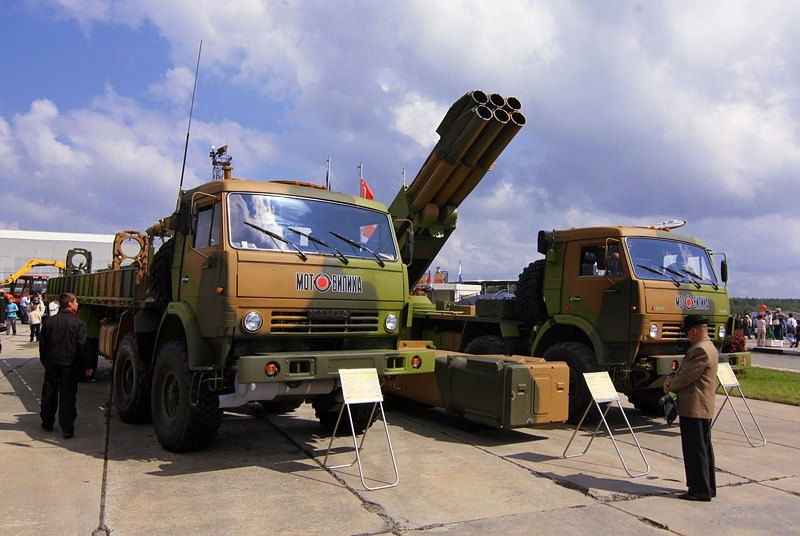
Lanceur 9A52-4 à droite, 9T234-4 de rechargement à gauche, Perm, 2009.

## Caractéristiques
Le 9A52-4 se base sur le châssis du camion KamAZ-63501 8 × 8. Il est équipé de 6 tubes pour roquettes de 300 mm, entièrement rétrocompatibles avec son prédécesseur, le BM-30. Les fusées tirées peuvent être explosives, incendiaires, à fragmentation, thermobariques, ou poseuses de mines. Une fusée standard pèse 800 kg pour 7,6 m de long avec une portée de 70 km pour les fusées standard et 120 km pour les fusées à portée étendue. 
Le Tornado dispose d'un système de correction de trajectoire, correspondant avec des satellites, le véhicule de tir et le véhicule de commande, qui permet une meilleure précision par rapport à la version précédente. 
Il est possible de tirer les roquettes une par une ou en salve de 20 secondes. Une salve est capable de toucher 32 hectares, et est rechargée en 8 minutes. En dehors des roquettes de 300 mm, il est possible d'utiliser des roquettes de calibre 122 ou 200 mm.
L'équipage est de deux hommes et il est possible de faire feu sans quitter la cabine.

## Diffusion
En 2012, l'armée russe a reçu une trentaine de Tornado-G pour remplacer des BM-21 Grad. La synchronisation avec les satellites GLONASS est ajoutée, permettant d'être précis jusqu'à 120 km.
En 2018, il n'a pas été exporté en dehors de la Russie.

## Utilisation
L'arme est utilisée pour l'invasion de l'Ukraine par la Russie en 2022.